# Thum
Thum − miasto w Niemczech, w kraju związkowym Saksonia, w okręgu administracyjnym Chemnitz, w powiecie Erzgebirgskreis (do 31 lipca 2008 w powiecie Annaberg).

## Geografia
Thum leży w paśmie gór Rudawy, ok. 10 km na północ od miasta Annaberg-Buchholz i ok. 19 km na południe od Chemnitz.
Dzielnice miasta:
- Herold
- Jahnsbach
- Thum

Przez miasto przebiega droga krajowa B95.

## Współpraca
Miejscowości partnerskie:
- Erkelenz, Nadrenia Północna-Westfalia
- Žatec, Czechy